# Miss Slovenije 1974
Miss Slovenije 1974 je bilo lepotno tekmovanje, ki je potekalo 26. avgusta 1974 v portoroškem avditoriju. 
Organizirala sta ga revija Politika bazar in domači zavod za turizem. Udeležilo se ga je 17 deklet, ki so predstavljale obutev, oblačila in kozmetične izdelke. V prvi in drugi izbiri je izpadlo 11 deklet. Prvič so podelili naziv miss fotogeničnosti. 
Izbor Miss Jugoslavije je bil 24. septembra 1974 v Beogradu, udeležile so se ga zmagovalka in spremljevalki. Razmišljali so tudi o Portorožu, če bi se rešil finančni problem. 

### Uvrstitve
- Zmagovalka Jolanda Jovanovič, 20 let, manekenka iz Ljubljane
- 1. spremljevalka Milica Skrbič iz Ljubljane
- 2. spremljevalka Jožica Rejc iz Ljubljane
- miss fotogeničnisti Majda Panič iz Slovenske Bistrice

### Žirija
V njej so sedeli tudi urednik revije Stop Edo Hrautski in televizijska napovedovalka Nataša Dolenc.

### Glasbeni gostje
Nastopili so Miro Ungar, Lidija Kodrič, Biserka Velentanlić, Nada Knežević in Zdenka Kovačiček.

## Vir
- V Portorožu izbrana "Miss Slovenije 1974", str. 5, Primorski dnevnik, 27. avgust 1974, letnik 30, številka 8905, Dokument v zbirki Digitalne knjižnice Slovenije.